# فريدريك تومي
فريدريك تومي هو متزحلق جبال الألب كندي، ولد في 24 سبتمبر 1941، وتوفي في 3 فبراير 2004.

## وصلات خارجية
- فريدريك تومي على موقع أوليمبيديا (الإنجليزية)